# Le Visiteur du musée
Pour plus de détails, voir Fiche technique et Distribution.
Le Visiteur du musée (en russe : Посетитель музея, translittération : Posetitel muzeya) est un film dramatique soviétique de 1989 réalisé par Konstantin Lopouchanski.

## Fiche technique
- Titre : Le Visiteur du musée
- Réalisation : Konstantin Lopouchanski
- Scénario : Konstantin Lopouchanski
- Photo : Nikolai Pokoptsev
- Année de sortie : 1989
- Durée : 136 minutes
- Pays :  Union soviétique,  Suisse,  Allemagne de l'Ouest
- Dates se sortie :
  -  Union soviétique : juillet 1989, au 16e Festival international du film de Moscou
  -  France : 14 mars 1990

## Distribution
- Viktor Mikhaylov
- Vera Mayorova
- Vadim Lobanov
- Irina Rakshina
- Aleksandr Rasinsky
- Iosif Ryklin
- Yu Sobolev
- Vladimir Firsov

## Récompenses et distinctions
Le film a remporté le Special St. George d'argent et le Prix du jury œcuménique au 16e Festival international du film de Moscou.